# Erich Klann
Erich Klann (* 14. April 1987 in der Kasachischen SSR, Sowjetunion) ist ein deutscher Turniertänzer, Tanztrainer und Choreograph.

## Leben
Klann kam im Alter von drei Jahren mit seiner Familie als sowjetdeutscher Aussiedler nach Deutschland. Er begann im Alter von neun Jahren mit dem Tanzsport. Ab den 1990er-Jahren trat er als Amateur bei Tanzturnieren an. Zunächst tanzte er Latein, ab Ende der 1990er-Jahre auch Standard.
Nach dem Realschulabschluss ging Klann nach Rumänien, wo er dreifacher rumänischer Meister in den Bereichen Standard- und Lateintanz wurde. Später machte er seine Fachhochschulreife mit Schwerpunkt Wirtschaft. Seit 2008 lebt Klann wieder in Deutschland und tanzte zuletzt in der S-Klasse Standard und Latein für den Tanzsportverein TSC Blau-Weiß im TV 1875 Paderborn, bei dem er auch als Trainer tätig war. Klann gehörte dem Bundeskader Latein an.
Klann ist mit der Tänzerin Oana Nechiti liiert, mit der er zwei Söhne (* 2012, * 2022) hat. Das Paar betreibt seit 2017 eine Tanzschule im Paderborner Ortsteil Elsen. Außerdem sind sie Trainer in verschiedenen Tanzsportvereinen. Klanns Bruder ist ebenfalls Turniertänzer und Trainer.

## Let’s Dance
Erich Klann nahm ab der vierten Staffel zehn Jahre lang an der RTL-Tanzshow Let’s Dance teil, bevor er im Dezember 2020 seinen Ausstieg erklärte. Bei seinem ersten Auftreten 2011 tanzte er mit Kristina Bach, die wegen eines Bandscheibenvorfalls nach der vierten Sendung nicht mehr antrat. Die fünfte Staffel gewann er mit Magdalena Brzeska. In der sechsten Staffel erreichte Klann mit Simone Ballack Platz 4. Beim Weihnachtsspecial 2013 wiederholte Klann mit Magdalena Brzeska den Sieg von 2012. 2014 in der siebten Staffel schied Klann mit Tanzpartnerin Lilly Becker in der sechsten Sendung aus, ein Jahr später mit Cora Schumacher in der zweiten Sendung. Die neunte Staffel gewann er mit Victoria Swarovski. 2017 war er der Tanzpartner von Anni Friesinger-Postma. 2018 tanzte er mit Judith Williams, 2019 mit Sabrina Mockenhaupt und 2020 mit Ilka Bessin.
Erich Klann bei Let’s Dance
| Staffel (Jahr) | Partner                | Platzierung                      |
| -------------- | ---------------------- | -------------------------------- |
| 4 (2011)       | Kristina Bach          | 07. (krankheitsbedingte Aufgabe) |
| 5 (2012)       | Magdalena Brzeska      | 01.                              |
| 6 (2013)       | Simone Ballack         | 04.                              |
| Special 2013   | Magdalena Brzeska      | 01.                              |
| 7 (2014)       | Lilly Becker           | 05.                              |
| 8 (2015)       | Cora Schumacher        | 13.                              |
| 9 (2016)       | Victoria Swarovski     | 01.                              |
| 10 (2017)      | Anni Friesinger-Postma | 11.                              |
| 11 (2018)      | Judith Williams        | 02.                              |
| 12 (2019)      | Sabrina Mockenhaupt    | 08.                              |
| 13 (2020)      | Ilka Bessin            | 05.                              |

## Erfolge (Auszug)
- 2006: Rumänischer Meister Latein mit Mirona Gliga[10]
- 2006: Rumänischer Meister Standard mit Mirona Gliga
- 2007: Rumänischer Meister Latein mit Mirona Gliga
- 2009: Landesmeister Nordrhein-Westfalen (S-Klasse Latein) mit Katharina Simon